# Cardamine insueta
Cardamine insueta là một loài thực vật có hoa trong họ Cải. Loài này được Urbanska-Worytkiewicz mô tả khoa học đầu tiên năm 1977.